# الكربة (حارة)

تعديل مصدري - تعديل

الكربة هي إحدى حارات مدينة ذي السفال أحد مدن محافظة إب، بلغ تعداد سكانها 573 نسمة حسب تعداد اليمن لعام 2004.